# Black Rock (comtat de McKinley)
Black Rock —Tsézhįįh Deezlį́ en navaho — és una concentració de població designada pel cens al comtat de McKinley a l'estat de Nou Mèxic. Segons el cens del 2000 tenia 1.252 habitants.

## Demografia
Segons el cens del 2000 Black Rock tenia 1.252 habitants, 319 habitatges, i 283 famílies. La densitat de població era de 286 habitants per km².
Dels 319 habitatges en un 62,1% hi vivien nens de menys de 18 anys, en un 45,1% hi vivien parelles casades, en un 35,4% dones solteres, i en un 11% no eren unitats familiars. En el 9,7% dels habitatges hi vivien persones soles el 0,6% de les quals corresponia a persones de 65 anys o més que vivien soles. El nombre mitjà de persones vivint en cada habitatge era de 3,88 i el nombre mitjà de persones que vivien en cada família era de 4,06.
Per edats la població es repartia de la següent manera: un 44,3% tenia menys de 18 anys, un 8,1% entre 18 i 24, un 33,8% entre 25 i 44, un 10,9% de 45 a 60 i un 2,9% 65 anys o més.
L'edat mediana era de 22 anys. Per cada 100 dones de 18 o més anys hi havia 81 homes.
La renda mediana per habitatge era de 16.442 $ i la renda mediana per família de 14.950 $. Els homes tenien una renda mediana de 17.105 $ mentre que les dones 16.563 $. La renda per capita de la població era de 6.952$. Aproximadament el 57,2% de les famílies i el 61,8% de la població estaven per davall del llindar de pobresa.

## Poblacions properes
El següent diagrama mostra les poblacions més properes.